# Гринь Іванович
Гри́нь Іва́нович гравер та друкар кінця 16 століття, учень Івана Федорова.

## Біографія
Народився в містечку Заблудів Гродненського повіту Великого князівства Литовського (тер. сучасної Польщі).
Був учнем видавця і «першодрукаря» Івана Федорова в Заблудівській друкарні литовського гетмана Григорія Ходкевича. В 1577—1579 роках навчався у майстра художника Лаврентія Филиповича-Пухальського. Після навчання робив шрифти і художнє оформлення для видань Федорова у Львові та Острозі. Імовірно, створив гравюри до Біблії 1581 року[джерело?] (острозького видання Федорова).
У 1582 році Гринь потай від вчителя поїхав у Вільно (Вільнюс). Там він працював в друкарні Мамоничів, створивши для них два комплекти курсивних шрифтів різних розмірів. За домовленістю з майстром Федоровим, учню дозволялось займатись усіма ремеслами, які він освоїв за навчання у Федорова, окрім виготовлення літер для друку. Тому, після зникнення Гриня, Федоров звернувся до Ради з заявою. Коли Гринь змушений був повернутись у Львів, він звернувся до Федорова з проханням пробачити його. Іван Федоров, «послухавши його прохання і клопотання добрих людей», пробачив учня і порвав усі скарги, складені на Гриня. 26 лютого 1583 року вони при свідках уклали мирову.
Після смерті Федорова в 1583 році відомості про Гріна Івановича відсутні.